# Port lotniczy Savannah/Hilton Head
Port lotniczy Savannah/Hilton Head (IATA: SAV, ICAO: KSAV) – port lotniczy położony w 11 km na północny wschód od Savannah, w stanie Georgia, w Stanach Zjednoczonych.

## Linie lotnicze i połączenia
- Allegiant Air (Fort Lauderdale)
- American Eagle Airlines (Dallas/Fort Worth, Miami)
- Continental Airlines (Newark)
- Continental Express obsługiwane przez ExpressJet Airlines (Houston-Intercontinental, Newark)
- Delta Air Lines (Atlanta)
- Delta Connection obsługiwane przez Atlantic Southeast Airlines (Atlanta)
- Delta Connection obsługiwane przez Chautauqua Airlines (Nowy Jork-LaGuardia)
- Delta Connection obsługiwane przez Comair (Nowy Jork-LaGuardia)
- Delta Connection obsługiwane przez Pinnacle Airlines (Atlanta, Detroit, Nowy Jork-LaGuardia)
- United Express obsługiwane przez Atlantic Southeast Airlines (Chicago-O'Hare, Waszyngton-Dulles)
- United Express obsługiwane przez ExpressJet Airlines (Chicago-O'Hare)
- US Airways (Charlotte)
- US Airways Express obsługiwane przez PSA Airlines (Charlotte)
- US Airways Express obsługiwane przez Republic Airlines (Waszyngton-National, Filadlefia, Nowy Jork-LaGuardia [sezonowo])
- Vision Airlines (Fort Walton Beach)